# Atsushi Shirai
Atsushi Shirai (jap. 白井 淳, Shirai Atsushi; * 18. April 1966 in der Präfektur Kumamoto) ist ein ehemaliger japanischer Fußballspieler.

## Karriere
Shirai erlernte das Fußballspielen in der Schulmannschaft der Settsu High School und der Universitätsmannschaft der Sangyō-Universität Kyōto. Seinen ersten Vertrag unterschrieb er 1991 bei Tanabe Pharmaceutical SC. Der Verein spielte in der zweithöchsten Liga des Landes, der Japan Soccer League Division 2. Für den Verein absolvierte er 48 Spiele. 1991 wechselte er zum Erstligisten Toshiba (Consadole Sapporo). Für den Verein absolvierte er 33 Spiele. 1994 wechselte er zum Erstligisten Gamba Osaka, 1996 dann zum Zweitligisten Consadole Sapporo. Für den Verein absolvierte er 19 Spiele. 1997 wechselte er zum Erstligisten JEF United Ichihara. 1998 erreichte er das Finale des J.League Cup. Für den Verein absolvierte er 19 Erstligaspiele. 1999 wechselte er zum Zweitligisten Ōmiya Ardija. Für den Verein absolvierte er 113 Spiele. Ende 2002 beendete er seine Karriere als Fußballspieler.

## Erfolge
JEF United Ichihara
- J.League Cup

Finalist: 1998